# Flagge der Extremadura

Flagge der Extremadura
Seitenverhältnis 2:3

Die  Flagge der Extremadura ist ein waagerecht in Grün, Weiß und Schwarz zu gleichen Breiten geteiltes  Flaggentuch. In der Fahnenstange nahen Hälfte ist das Wappen der Extremadura eingefügt, so dass es im weißen Streifen liegt.

## Geschichte
Die Flagge kombiniert angeblich die Farben der Städte Cáceres (Grün-Weiß) und Badajoz (Weiß-Schwarz), deren Flaggen jedoch Rot-Weiß und Grün-Blau zeigen.
Das Wappen zeigt einen geteilten, oben halbgespaltenen Schild. Im ersten Feld einen roten Löwen auf Gold, im zweiten Feld eine goldene Burg auf Rot und im unteren dritten blauen Feld unten weiße Wellenlinien, darüber die zwei goldenen Säulen des Herakles und ein silbernes Spruchband mit der lateinischen Aufschrift „Plus Ultra“ (dt.: Immer weiter). Ein silberner Herzschild mit einem Baum. Auf den Schild die Krone Kastiliens. Der rote Löwe von Leon stammt aus dem Wappen von Badajoz. Die Burg stammt aus dem Wappen von Cáceres und erinnert an Kastilien. Die „Säulen des Herkules“ erinnern daran, dass viele Seefahrer und Eroberer aus der Extremadura stammen. Der kleine silberne Herzschild mit dem Baum steht wohl für die berühmten Eichenbäume der Extremadura.